# SV Aubing
Der SV Aubing ist ein Sportverein aus dem Münchner Stadtteil Aubing. Der Verein wurde ursprünglich als Fußballverein gegründet. Heute verfügt er über weitere Abteilungen für Gymnastik, Stockschießen, Freizeit-Volleyball und seit 2016 auch für Dart.

## Geschichte
Der Verein wurde 1929 in der damals noch selbständigen Münchner Vorortgemeinde Aubing gegründet. 1951 gelang dem SV Aubing mit dem Aufstieg in die eingleisige 1. Amateurliga Bayern der bislang größte sportliche Erfolg. Nach nur einer Saison stieg der Verein aber als Drittletzter wieder in die Bezirksliga ab.
Seit 2003 spielte der Verein durchgehend in der Bezirksliga Oberbayern. 2024/25 schaffte der SV Aubing unter der Leitung des ehemaligen Profis Patrick Ghigani als Meister der Bezirksliga Oberbayern Süd zum ersten Mal den Aufstieg in die sechstklassige Landesliga.